# Hjørungavåg
Hjørungavåg är en tätort i Hareids kommun i Møre og Romsdal fylke i västra Norge. Orten ligger vid fylkesväg 5886, på den nordöstra delen av ön Hareidlandet.

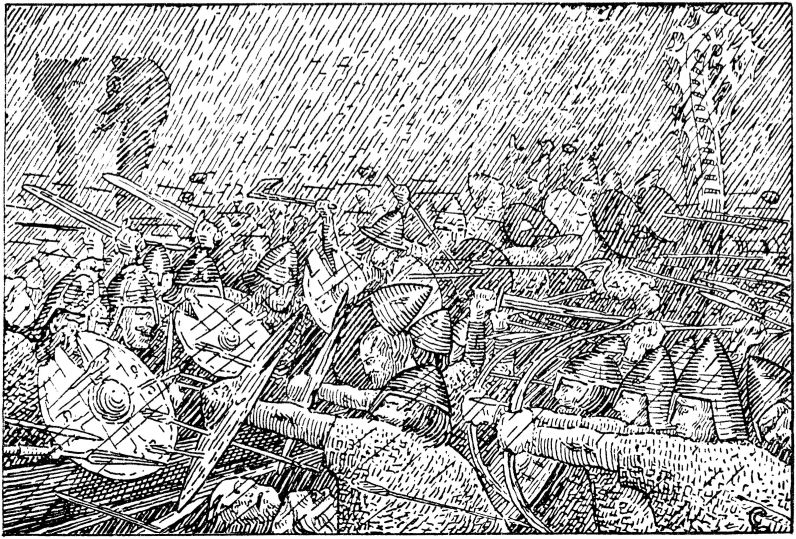
Slaget vid Hjørungavåg illustrerat av Halfdan Egedius.